# جوزيف ديجورجي
جوزيف ديجورجي (بالألمانية: Josef Degeorgi)‏ لاعب كرة قدم نمساوي دولي سابق. ولد في 19 يناير 1960 في باد فوسلاو، ويلعب بمركز المدافع
فاز ديجورجي بالدوري النمساوي أربع مرات، والكأس النمساوي ثلاث مرات، وكان يلعب لنادي أوستريا فيينا من 1983 إلى 1990. 

## روابط خارجية
- جوزيف ديجورجي على موقع قاعدة بيانات كرة القدم.إي يو (الإنجليزية)
- جوزيف ديجورجي على موقع ناشيونال فوتبول تيمز (الإنجليزية)
- جوزيف ديجورجي على موقع عالم كرة القدم.نت (الإنجليزية)